# Koktaïta
La koktaïta és un mineral de la classe dels sulfats. Rep el seu nom de Jaroslav Kokta (1904-1970), químic txec que va analitzar el compost artificial.

## Característiques
La koktaïta és un sulfat de fórmula química (NH₄)₂Ca(SO₄)₂·H₂O. Cristal·litza en el sistema monoclínic.
Segons la classificació de Nickel-Strunz, la koktaïta pertany a «07.CD - Sulfats (selenats, etc.) sense anions addicionals, amb H₂O, amb cations grans només» juntament amb els següents minerals: matteuccita, mirabilita, lecontita, hidroglauberita, eugsterita, görgeyita, singenita, guix, bassanita, zircosulfat, schieffelinita, montanita i omongwaïta.

## Formació i jaciments
Va ser descoberta l'any 1948 a Žeravice, Moràvia Meridional (Moràvia, República Txeca), on acostuma a trobar-se pseudomorfa després de guix, associada a añtres minerals com guix, tschermigita i mascagnita.